# Коли дами зустрічаються (фільм, 1933)
Коли дами зустрічаються (англ. When Ladies Meet) — американська комедійна мелодрама Гаррі Бомонта 1933 року.

## Сюжет
Мері — письменниця, яка працює над романом про любовний трикутник. Але, сама про те не підозрюючи, виявляється втягнута в трикутник зовсім вигаданий: її видавець закоханий у неї, в той час, як її ревнивий чоловік, дізнавшись про це, вирішує запобігти їх потенційну інтрижку, для чого знайомить Мері з дружиною видавця, не говорячи при цьому, хто вона.

## У ролях
- Енн Гардінг — Клер
- Роберт Монтгомері — Джимі
- Мірна Лой — Мері
- Еліс Брейді — Бріджет
- Френк Морган — Роджер
- Мартін Бертон — Волтер
- Луї Альберні — П'єр
- Стерлінг Холлоуей — Джером
- Девід Ньюелл — Фреді